# Teatrino di via della Bicchieraia
Il Teatro Comunale Pietro Aretino è un teatro di Arezzo progettato (nella sua versione più recente) da Alessandro Mendini. Nasce dalle ceneri dello storico Teatro Comunale della Bicchieraia.

## Storia
Ubicato nel centro storico di Arezzo, in prossimità del Duomo e del Palazzo comunale, il teatro sorge all'interno dell'ex convento dei Servi di Maria annesso alla chiesa di San Pier Piccolo. L'antico convento, per molti secoli centro attivo della vita religiosa e culturale aretina, dopo l'Unità d'Italia venne incamerato nel Demanio dello Stato con nuove destinazioni: a edificio scolastico (secondo piano) e a teatro (nell'ex refettorio dei frati posto al primo piano vennero ricavati la sala e il palcoscenico).
Il teatro fu utilizzato per spettacoli e concerti promossi dalla Società Filarmonica Drammatica di Arezzo e per le assemblee del Comizio Agrario Provinciale. Durante il ventennio fra le due guerre mondiali è stato utilizzato prevalentemente per spettacoli parrocchiali. Passato in proprietà al Comune, è stato utilizzato dall'Associazione Amici della Musica oltre che per manifestazioni nazionali di poesia e per ospitare compagnie vernacolari e sperimentali operanti nell'ambito delle attività filodrammatiche delle scuole. Nel 1991 fu chiuso per motivi di agibilità, dal 1999 la sua immagine interna è caratterizzata da Eaooue, la grande pittura di Roberto Remi (1360 x 730 cm.) che ne ricopre il cielo. Questa, opera totale di Voce (parola) ed Immagine (pittura), contiene la scrittura 'eaooue' segnata in differenti caratteri e la firma a lapis 'Re Mi'.
Il Teatro Comunale della Bicchieraia (oggi Teatro Comunale Pietro Aretino), ristrutturato su progetto dell'architetto Alessandro Mendini, grazie al recupero degli ambienti dell'ex convento, quali il chiostro ed il giardino, è oggi un centro attrezzato e polivalente per la formazione, produzione, documentazione e realizzazione di spettacoli teatrali.